# Барон Рейвенсдейл

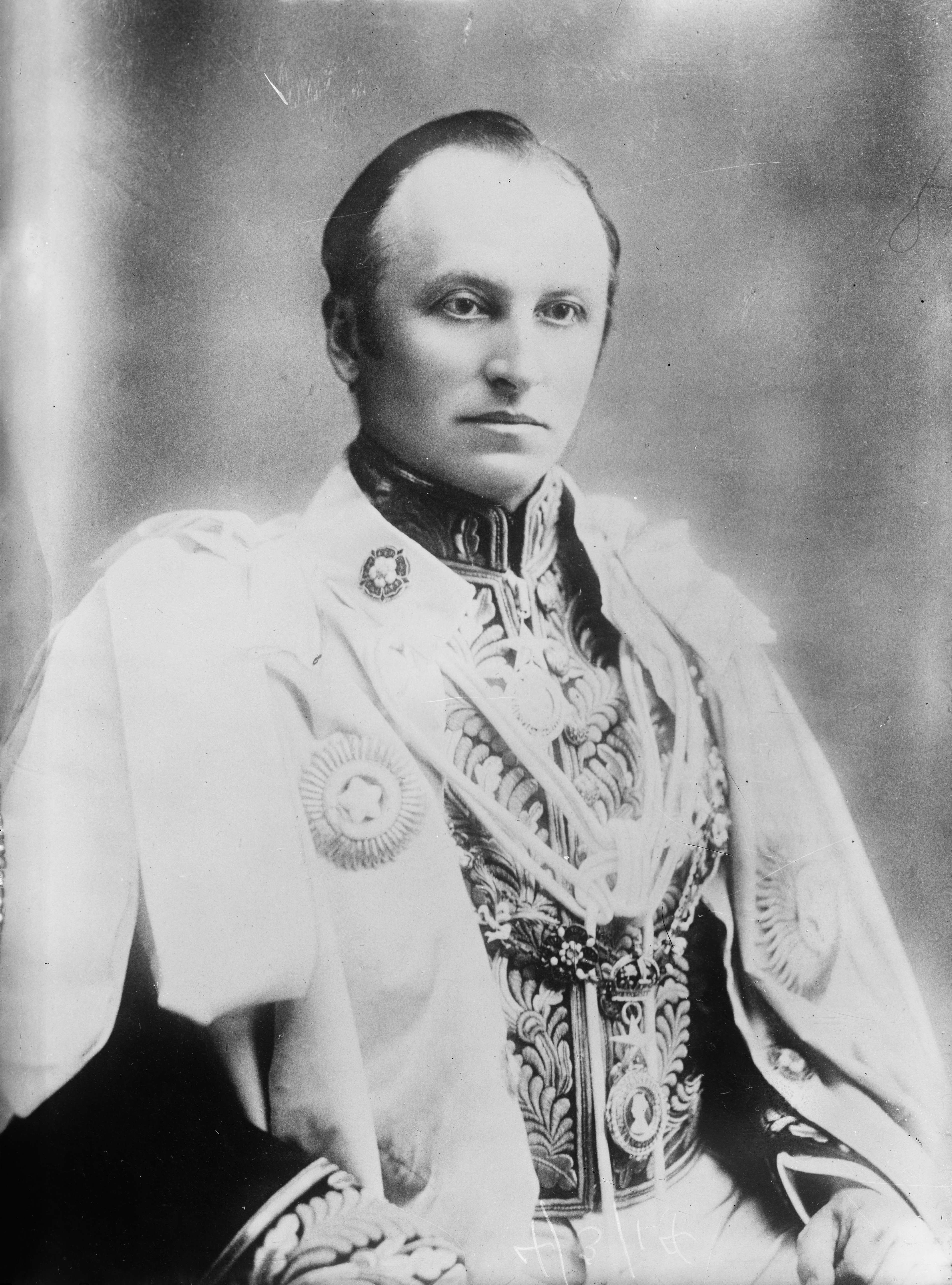
Джордж Натаниэл Керзон, первый маркиз Керзон из Кедлстона, первый барон Рейвенсдейл (1859—1925)

Барон Рейвенсдейл из Рейвенсдейла в графстве Дербишир — наследственный титул в системе Пэрства Соединенного Королевства.

## История
Титул барона Рейвенсдейла был создан 2 ноября 1911 года для консервативного политика Джорджа Керзона, 1-го барона Керзона (1859—1925). В то же самое время Джордж Керзон получил титулы виконта Скарсдейла и графа Керзона из Кедлстона. Еще в 1898 году для Джорджа Керзона был создан титул барона Керзона из Кедлстона в Пэрстве Ирландии (последний созданный ирландский пэрский титул) с правом наследования для наследником мужского пола. В 1916 году он стал преемником своего отца в качестве 5-го барона Скарсдейла. В 1921 году для него также был созданы титулы графа Кедлстона и маркиза Керзона из Кедлстона с правом наследования для мужских потомков. Джордж Натаниэл Керзон заседал в Палате общин Великобритании от Саутпорта (1886—1898), занимал должности заместителя министра по делам Индии (1891—1892), заместителя министра иностранных дел (1895—1898), вице-короля Индии (1899—1905), лорда-смотрителя пяти портов (1904—1905), председателя Совета по авиации (1916—1917), лорда-хранителя Малой печати (1915—1916), лидера Палаты лордов (1916—1924, 1924—1925), лорда-председателя Совета (1916—1919, 1924—1925), министра иностранных дел (1919—1924), лидера Консервативной партии в Палате лордов (1916—1925) и лидера Британской Консервативной партии (1921—1922).
Лорд Керзон умер без мужского потомства в 1925 году. После его смерти титулы барона Керзона из Кедлстона, графа Керзона из Керзона, графа Кедлстона и маркиза Керзона прервались. Титул виконта Скарсдейла унаследовал его племянник, Ричард Натаниэл Керзон, 2-й виконт Скарсдейл (1898—1977), единственный сын полковника достопочтенного Альфреда Натаниэла Керзона (1860—1920), внук 4-го барона Скарсдейла. Титул барона Рейвенсдейла из Рейвенсдейла был передан Мэри Ирен Керзон (1896—1966), старшей дочери покойного Джорджа Керзона, 1-го барона Керзона. В 1958 году после принятия Акта о Пожизненном пэрстве, который позволял женщинам заседать в Палате лордов, леди Рейвенсдейл получила титул пожизненного пэра как баронесса Рейвенсдейл из Кедлстона из Кедлстона в графстве Дербишир.
По состоянию на 2024 год носителем титула является Дэниэл Николас Мосли, 4-й барон Рейвенсдейл — внук Николаса Мосли, 3-го барона Рейвенсдейла (1923-2017), который стал преемником своего деда в 2017 году. Он был сыном достопочтенного Шона Николаса Мосли (1949—2009), старшего сына 3-го барона Рейвенсдейла.

## Бароны Рейвенсдейл (1911)
- 1911—1925: Джордж Натаниэл Керзон, 1-й маркиз Керзон из Кедлстона, 1-й барон Рейвенсдейл (11 января 1859 — 20 марта 1925), старший сын Альфреда Керзона, 4-го барона Скарсдейла (1831—1916)[1];
- 1925—1966: Мэри Ирен Керзон, 2-я баронесса Рейвенсдейл (20 января 1896 — 9 февраля 1966), старшая дочь предыдущего[2];
- 1966—2017: Николас Мосли, 3-й барон Рейвенсдейл (25 июня 1923 — 28 февраля 2017), старший сын Освальда Мосли, 6-го баронета (1896—1980) и леди Синтии Бланш Керзон (1898—1933), племянник предыдущей[3];
- 2017 — настоящее время: Дэниэл Николас Мосли, 4-й барон Рейвенсдейл (род. 10 октября 1982), старший сын достопочтенного Шона Николаса Мосли (1949—2009), старшего сына предыдущего[4];
  - Наследник титула: достопочтенный Мэттью Джозеф Мосли (род. 6 марта 1985), младший брат предыдущего[5].